# Сад Филармонии
Сад Филармонии  (азерб. Filarmoniya bağı; прежние названия Губернаторский сад, Михайловский сад, Сад революции, Пионерский сад, Сад Вахида) — парк в Баку, Азербайджан, рядом с Бакинской крепостью (Ичери-Шехер).

## История

### До 1920 года
Сад был основан в 1830 году между двумя крепостными стенами на базе частных насаждений и на месте частных садов и огородов. 
В Баку преобладал засушливый климат и  засолённая почва. Наблюдался дефицит чернозёма. С целью расширения и организации сада по инициативе коменданта бакинской крепости полковника Р. Р. дер Ховена был завезён чернозём из Персии с помощью купцов на торговых судах. Земля была засыпана между крепостными стенами. 
Первоначально в саду высаживаются шелковица, карагач, сосна, акация.
В 1859 году внешняя крепостная стена была разобрана и территория сада была расширена до Николаевской и Садовой улиц. 
К 1865 году сад стал местом отдыха горожан. Были высажены декоративные растения, устроена площадка для танцев и прочие парковые сооружения. Для простых горожан вход в сад был ограничен одним днем недели. 
В этот период в саду насчитывалось около 12 000 деревьев. Территория сада постоянно расширялась. В период с 1889 по 1899 год были высажены фисташки, финиковые пальмы, хлебное дерево, американский ясень, персидская сирень. Появились вечнозеленые деревья.
В 1890 году в саду был открыт летний клуб Общественного собрания. В 1895 году в парке открыт фонтан опреснённой воды для питья.
Освещение сада производилось керосиновыми лампами. В 1891 году сад был оснащён осветительными лампами системы Вальбока и Вельтеля. К концу 19 века в саду было проведено электрическое освещение.
Одним из архитекторов сада был А. Кандинов (проект 1887 года).
Первоначально сад назывался Губернаторским, затем Михайловским (в честь брата русского императора Николая II — Михаила).
В 1907 году в пожаре здание летнего клуба сгорело. За образец для нового здания была выбрана филармония в Монте-Карло. В 1912 году строительство, выполненное по проекту петербургского гражданского инженера Г. М. Термикелова, было завершено.

### Период СССР
25 мая 1936 года решением Совета Народных Комиссаров Азербайджанской ССР на базе Управления симфоническими концертами при Бакинском совете рабоче-крестьянских и матросских депутатов в здании Общественного собрания была организована Азербайджанская государственная филармония.
При советской власти название парка было изменено сначала на «Сад Революции», затем — на «Пионерский сад». 
В 1960-х — 70-х годах территория сада расширяется. В 1961 году была создана Зона здоровья, в которой высаживались лекарственные растения. В 1970-х годах парк был реконструирован.

### Современный период
В 1990 году в саду был поставлен бюст поэта Алиага Вахида и сад стали называть «Садом Вахида».
Начиная с 2007 года в парке велись ремонтные работы. Был построен фонтан, разработанный французской компанией «Inter Art».
В 2009 году была осуществлена реставрация сада. Высаживаются дубы, кедр, ясень. Была снесена Зона здоровья.  Бюст Вахида был перенесён в Ичери Шехер. В период реставрации в ходе работ был обнаружен фрагмент крепостной стены, датируемый археологами 1138 - 1139 годом.
После реставрации сад стал носить название «Парк Филармонии». Название «Сад Алиага Вахида» закрепилось за новым местом.

## Галерея

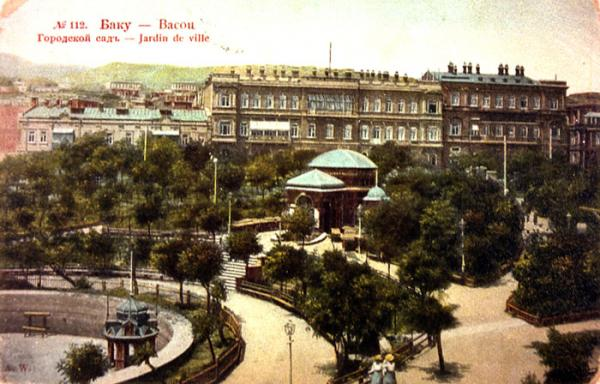
Сад на открытке начала XX века
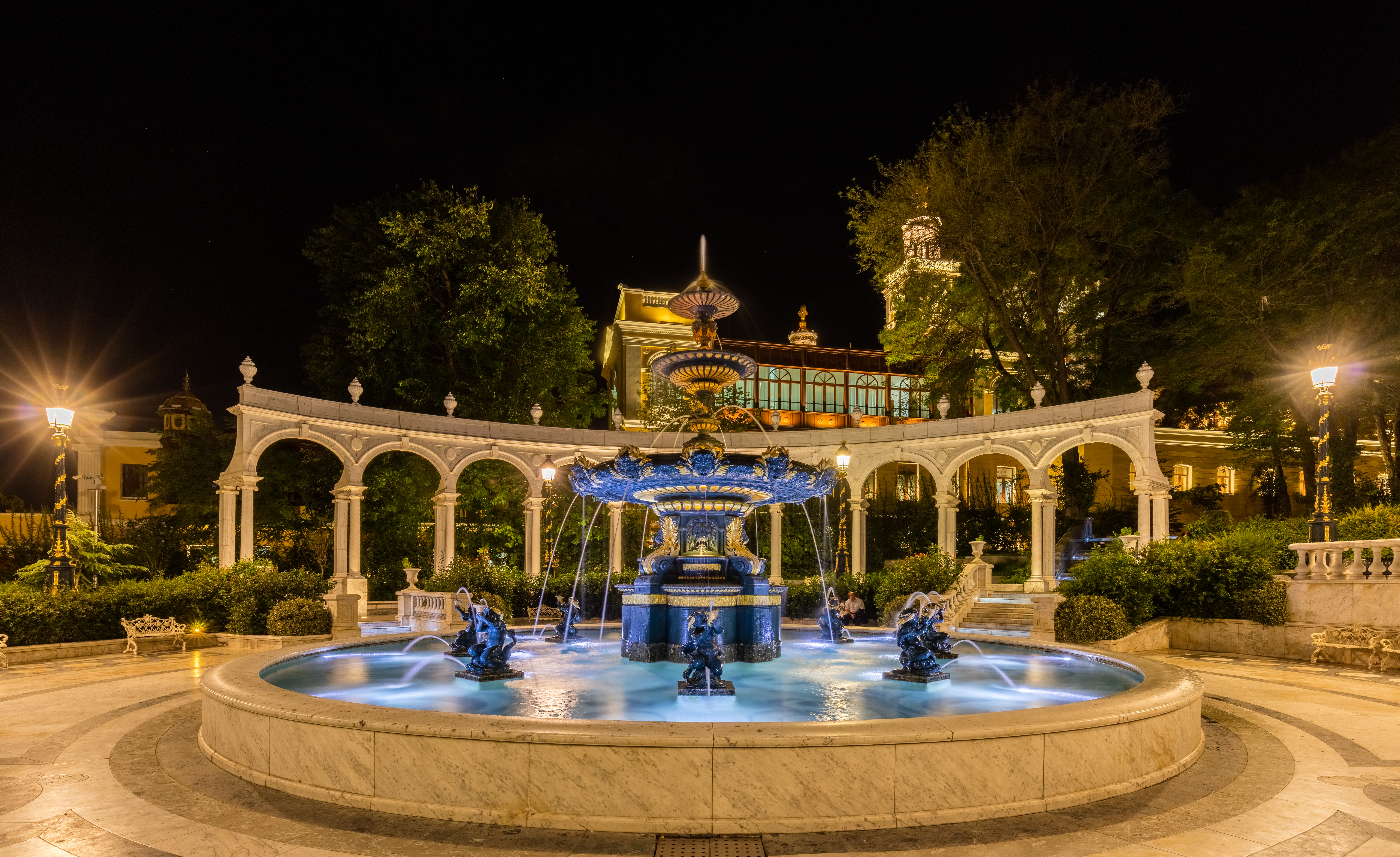
Фонтан в центре сада
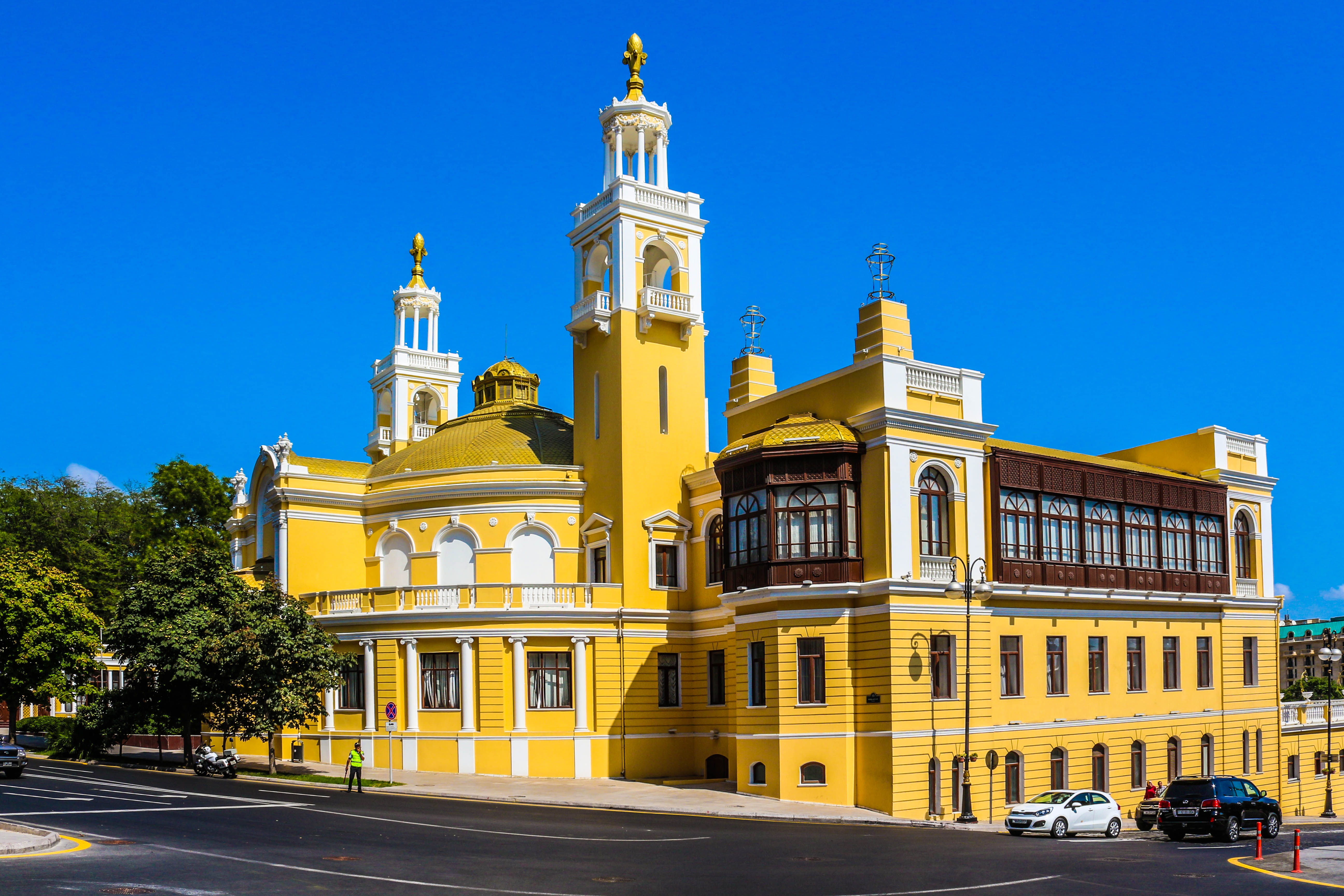
Азербайджанская государственная филармония